# Кубок Інтертото 1996
Кубок Інтертото УЄФА 1996 (англ. 1996 UEFA Intertoto Cup) — 36-ий розіграш Кубка Інтертото і другий під егідою УЄФА, в якому розігрувались місця до Кубка УЄФА 1996/97. Формат змагання знову було змінено: з цього сезону 12 переможців груп виходили до півфіналу і три переможці фіналів отримали путівку до Кубка УЄФА. Ними стали шведський «Сількеборг», французький «Генгам» та німецьке «Карлсруе».

## Груповий етап
У турнірі взяли участь 60 клубів, що були поділені на 12 груп по п'ять клубів у кожній і грали в одне коло — по дві гри вдома і в гостях. До плей-оф виходили переможці своїх груп.

### Група 1
| Поз | Команда         | І | В | Н | П | ГЗ | ГП | РГ  | О  | Кваліфікація       |
| --- | --------------- | - | - | - | - | -- | -- | --- | -- | ------------------ |
| 1   | Стандард (Льєж) | 4 | 3 | 1 | 0 | 8  | 2  | +6  | 10 | Вихід до півфіналу |
| 2   | Ольборг         | 4 | 3 | 0 | 1 | 10 | 5  | +5  | 9  |                    |
| 3   | Штутгарт        | 4 | 2 | 0 | 2 | 8  | 4  | +4  | 6  |                    |
| 4   | Хапоель (Хайфа) | 4 | 0 | 2 | 2 | 7  | 12 | −5  | 2  |                    |
| 5   | Кліфтонвілл     | 4 | 0 | 1 | 3 | 2  | 12 | −10 | 1  |                    |

| 22 червня 1996 |

| Кліфтонвілл | 0–3 | Стандард (Льєж)                               |
| ----------- | --- | --------------------------------------------- |
|             |     | Мікаель Госсенс 11', 58' Роберто Бісконті 84' |

| «Солітюд», Белфаст Глядачів: 630 Арбітр: Майкл Маккаррі (Шотландія) |

| 23 червня 1996 |

| Ольборг                                                              | 5–4 | Хапоель (Хайфа)                                                           |
| -------------------------------------------------------------------- | --- | ------------------------------------------------------------------------- |
| Петер Расмуссен 4', 21', 24' Єнс Крістіан Мадсен 25' Іб Симонсен 68' |     | Амір Тургеман 64' Таль Банін 69' (пен.) Кфір Лейбовіц 82' Алон Каплан 87' |

| «Енерджі Норд Арена», Ольборг Глядачів: 1 125 Арбітр: Грем Полл (Англія) |

| 29 червня 1996 |

| Штутгарт | 0–1 | Ольборг             |
| -------- | --- | ------------------- |
|          |     | Єспер Гронк'яер 29' |

| «Готтліб-Даймлер-штадіон», Штутгарт Глядачів: 4 981 Арбітр: Ян Вегереф (Нідерланди) |

| 30 червня 1996 |

| Хапоель (Хайфа)  | 1–1 | Кліфтонвілл    |
| ---------------- | --- | -------------- |
| Амір Тургеман 7' |     | Шон Стренг 71' |

| Муніципальний стадіон, Нагарія Глядачів: 850 Арбітр: Костас Капітаніс (Кіпр) |

| 6 липня 1996 |

| Кліфтонвілл    | 1–4 | Штутгарт                                    |
| -------------- | --- | ------------------------------------------- |
| Пол Стоукс 78' |     | Джоване Елбер 10', 45', 87' Марко Грімм 83' |

| «Солітюд», Белфаст Глядачів: 630 Арбітр: Ален Гамер (Люксембург) |

| 7 липня 1996 |

| Стандард (Льєж)           | 2–2 | Хапоель (Хайфа)                  |
| ------------------------- | --- | -------------------------------- |
| Вамберто 48' Едмілсон 52' |     | Амір Тургеман 2' Хішам Зуабі 81' |

| «Моріс Дюфрасн», Льєж Глядачів: 6 486 Арбітр: Роланд Бек (Ліхтенштейн) |

| 13 липня 1996 |

| Штутгарт | 0–2 | Стандард (Льєж)                      |
| -------- | --- | ------------------------------------ |
|          |     | Едмілсон 36' Небойша Крупникович 89' |

| «Готтліб-Даймлер-штадіон», Штутгарт Глядачів: 6 421 Арбітр: Курт Цуппінгер (Швейцарія) |

| 14 липня 1996 |

| Ольборг                                                             | 4–0 | Кліфтонвілл |
| ------------------------------------------------------------------- | --- | ----------- |
| Серен Андерсен 49', 90' Томас Томасберг 89' Єнс Крістіан Мадсен 90' |     |             |

| «Енерджі Норд Арена», Ольборг Глядачів: 2 875 Арбітр: Свен Челбротт (Норвегія) |

| 20 липня 1996 |

| Хапоель (Хайфа) | 0–4 | Штутгарт                                                           |
| --------------- | --- | ------------------------------------------------------------------ |
|                 |     | Маттіас Гагнер 45', 58' Красимир Балаков 54' Хельгі Сігурдссон 70' |

| Муніципальний стадіон, Нагарія Глядачів: 2,500 Арбітр: Володимир Овчинников (Росія) |

| 20 липня 1996 |

| Стандард (Льєж)           | 1–0 | Ольборг |
| ------------------------- | --- | ------- |
| Генрік Расмуссен 48' (аг) |     |         |

| «Моріс Дюфрасн», Льєж Глядачів: 9 017 Арбітр: Вітор Мелу Перейра (Португалія) |

### Група 2
| Поз | Команда           | І | В | Н | П | ГЗ | ГП | РГ  | О  | Кваліфікація       |
| --- | ----------------- | - | - | - | - | -- | -- | --- | -- | ------------------ |
| 1   | ЛАСК              | 4 | 4 | 0 | 0 | 11 | 1  | +10 | 12 | Вихід до півфіналу |
| 2   | Вердер            | 4 | 3 | 0 | 1 | 8  | 5  | +3  | 9  |                    |
| 3   | Юргорден          | 4 | 2 | 0 | 2 | 15 | 6  | +9  | 6  |                    |
| 4   | Аполлон (Лімасол) | 4 | 1 | 0 | 3 | 4  | 13 | −9  | 3  |                    |
| 5   | Б68 Тофтір        | 4 | 0 | 0 | 4 | 2  | 15 | −13 | 0  |                    |

| 22 червня 1996 |

| Аполлон (Лімасол) | 0–2 | Вердер                                |
| ----------------- | --- | ------------------------------------- |
|                   |     | Бруно Лаббадіа 24' Андреас Герцог 62' |

| «Циріон», Лімасол Глядачів: 300 Арбітр: Адріан Стойка (Румунія) |

| 23 червня 1996 |

| ЛАСК                         | 2–0 | Юргорден |
| ---------------------------- | --- | -------- |
| Крістоф Вестерталер 41', 88' |     |          |

| «Уніон-Штадіон», Вельс Глядачів: 632 Арбітр: Аттіла Юхош (Угорщина) |

| 29 червня 1996 |

| Б68 Тофтір | 0–4 | ЛАСК                                                                               |
| ---------- | --- | ---------------------------------------------------------------------------------- |
|            |     | Саша Метлицький 14' Крістоф Вестерталер 19' Драгослав Дубаїч 21' Івиця Дуспара 30' |

| «Свангаскар», Тофтір Глядачів: 50 Арбітр: Патрік Демпсі (Ірландія) |

| 30 червня 1996 |

| Юргорден                                                                                    | 8–0 | Аполлон (Лімасол) |
| ------------------------------------------------------------------------------------------- | --- | ----------------- |
| Кай Ескелінен 2', 72', 90' Фредрік Дальстрем 9', 33', 62' Бо Андерссон 17' Карлос Банда 36' |     |                   |

| Олімпійський стадіон, Стокгольм Глядачів: 575 Арбітр: Збігнев Пшесмицький (Польща) |

| 6 липня 1996 |

| Аполлон (Лімасол)                                                               | 4–1 | Б68 Тофтір                |
| ------------------------------------------------------------------------------- | --- | ------------------------- |
| Стеліос Софоклеус 27' Георгіос Каїс 32' Маріос Марнерос 42' Ангелос Цолакіс 53' |     | Суні Фріді Йоганнесен 63' |

| «Циріон», Лімасол Глядачів: 162 Арбітр: Єві Колларі (Albania) |

| 7 липня 1996 |

| Вердер                                                    | 3–2 | Юргорден                             |
| --------------------------------------------------------- | --- | ------------------------------------ |
| Крістіан Бранд 17' Бернд Гобш 26' Гаймо Пфайфенбергер 66' |     | Бо Андерссон 3' Жуніор Баяно 9' (аг) |

| «Везерштадіон», Бремен Глядачів: 19 895 Арбітр: Любош Міхел (Словаччина) |

| 13 липня 1996 |

| Б68 Тофтір | 0–2 | Вердер                                     |
| ---------- | --- | ------------------------------------------ |
|            |     | Гаймо Пфайфенбергер 33' Бруно Лаббадіа 59' |

| «Свангаскар», Тофтір Глядачів: 517 Арбітр: Клаус Бо Ларсен (Данія) |

| 13 липня 1996 |

| ЛАСК                                | 2–0 | Аполлон (Лімасол) |
| ----------------------------------- | --- | ----------------- |
| Саша Метлицький 2' Манфред Унгер 7' |     |                   |

| «Уніон-Штадіон», Вельс Глядачів: 1 500 Арбітр: Славолюб Джорджевич (Сербія і Чорногорія) |

| 20 липня 1996 |

| Юргорден                                                                | 5–1 | Б68 Тофтір         |
| ----------------------------------------------------------------------- | --- | ------------------ |
| Зоран Стойчевский 17' Фредрік Дальстрем 22', 59' Кай Ескелінен 42', 48' |     | Аксель Гейгард 80' |

| Олімпійський стадіон, Стокгольм Глядачів: 365 Арбітр: Олег Тимофєєв (Естонія) |

| 20 липня 1996 |

| Вердер                    | 1–3 | ЛАСК                                  |
| ------------------------- | --- | ------------------------------------- |
| Андреас Герцог 56' (пен.) |     | Юрген Кауц 50', 90' Маркус Шаррер 86' |

| «Везерштадіон», Бремен Глядачів: 25,000 Арбітр: Фернан Мес (Бельгія) |

### Група 3
| Поз | Команда          | І | В | Н | П | ГЗ | ГП | РГ | О  | Кваліфікація       |
| --- | ---------------- | - | - | - | - | -- | -- | -- | -- | ------------------ |
| 1   | Еребру           | 4 | 3 | 1 | 0 | 12 | 6  | +6 | 10 | Вихід до півфіналу |
| 2   | Копенгаген       | 4 | 3 | 1 | 0 | 7  | 4  | +3 | 10 |                    |
| 3   | Марибор          | 4 | 1 | 1 | 2 | 4  | 5  | −1 | 4  |                    |
| 4   | Аустрія (Відень) | 4 | 1 | 0 | 3 | 9  | 8  | +1 | 3  |                    |
| 5   | Кеплавік         | 4 | 0 | 1 | 3 | 2  | 11 | −9 | 1  |                    |

| 22 червня 1996 |

| Марибор                                                        | 3–0      | Аустрія (Відень) |
| -------------------------------------------------------------- | -------- | ---------------- |
| Анте Шимунджа 1' Звездан Любобратович 26' Матяж Кек 73' (пен.) | Протокол |                  |

| «Людські врт», Марибор Глядачів: 1,500 Арбітр: Венцель Тот (Угорщина) |

| 23 червня 1996 |

| Еребру                                               | 3–1      | Кеплавік                   |
| ---------------------------------------------------- | -------- | -------------------------- |
| Арнор Гудйонсен 29' Дан Салін 37' Юхан Валліндер 48' | Протокол | Гестур Арнар Гюльфасон 51' |

| «Ейраваллен», Еребру Глядачів: 524 Арбітр: Альгірдас Дубінскас (Литва) |

| 29 червня 1996 |

| Копенгаген                          | 2–2      | Еребру                               |
| ----------------------------------- | -------- | ------------------------------------ |
| Мортен Нільсен 12' Кеннет Перес 79' | Протокол | Дан Салін 16' Мирослав Кубішталь 85' |

| «Паркен», Копенгаген Глядачів: 1 515 Арбітр: Георг Дарденне (Німеччина) |

| 29 червня 1996 |

| Кеплавік | 0–0      | Марибор |
| -------- | -------- | ------- |
|          | Протокол |         |

| «Кеблавікюрвеллюр», Кеплавік Глядачів: 250 Арбітр: Браян Лоулор (Уельс) |

| 6 липня 1996 |

| Аустрія (Відень)                                                           | 6–0      | Кеплавік |
| -------------------------------------------------------------------------- | -------- | -------- |
| Рональд Брунмайр 9', 48', 85' Крістіан Келльнер 24', 72' Томас Флегель 33' | Протокол |          |

| «Франц Горр», Відень Глядачів: 800 Арбітр: Димитар Момиров (Болгарія) |

| 6 липня 1996 |

| Марибор | 0–1      | Копенгаген          |
| ------- | -------- | ------------------- |
|         | Протокол | Мартін Йогансен 33' |

| «Людські врт», Марибор Глядачів: 3 500 Арбітр: Лоїзос Лоїзу (Кіпр) |

| 13 липня 1996 |

| Копенгаген           | 2–1      | Аустрія (Відень)  |
| -------------------- | -------- | ----------------- |
| Мате Шестан 52', 67' | Протокол | Андреас Огріс 24' |

| «Паркен», Копенгаген Глядачів: 2 894 Арбітр: Клод Коломбо (Франція) |

| 14 липня 1996 |

| Еребру                                                                         | 4–1      | Марибор         |
| ------------------------------------------------------------------------------ | -------- | --------------- |
| Желько Милинович 5' (аг) Сіггі Йонссон 28' Даніель Чернстрем 65' Дан Салін 78' | Протокол | Милан Журман 8' |

| «Ейраваллен», Еребру Глядачів: 3 000 Арбітр: Геннадій Якубовський (Білорусь) |

| 20 липня 1996 |

| Кеплавік                       | 1–2      | Копенгаген                         |
| ------------------------------ | -------- | ---------------------------------- |
| Мартин Ульріх Нильсен 61' (аг) | Протокол | Генрік Ларсен 12' Кеннет Перес 84' |

| «Кеблавікюрвеллюр», Кеплавік Глядачів: 91 Арбітр: Гері Віллард (Англія) |

| 20 липня 1996 |

| Аустрія (Відень)                       | 2–3      | Еребру                                                   |
| -------------------------------------- | -------- | -------------------------------------------------------- |
| Рональд Брунмайр 11' Томас Флегель 52' | Протокол | Дан Салін 59' Мирослав Кубішталь 66' Арнор Гудйонсен 75' |

| «Франц Горр», Відень Глядачів: 1 000 Арбітр: Андреас Шлюхтер (Швейцарія) |

### Група 4
| Поз | Команда          | І | В | Н | П | ГЗ | ГП | РГ | О  | Кваліфікація       |
| --- | ---------------- | - | - | - | - | -- | -- | -- | -- | ------------------ |
| 1   | Сількеборг       | 4 | 3 | 1 | 0 | 11 | 2  | +9 | 10 | Вихід до півфіналу |
| 2   | Заглембє (Любін) | 4 | 2 | 2 | 0 | 5  | 1  | +4 | 8  |                    |
| 3   | Шарлеруа         | 4 | 1 | 2 | 1 | 5  | 5  | 0  | 5  |                    |
| 4   | Рід              | 4 | 1 | 0 | 3 | 4  | 9  | −5 | 3  |                    |
| 5   | Конві Юнайтед    | 4 | 0 | 1 | 3 | 1  | 9  | −8 | 1  |                    |

| 22 червня 1996 |

| Заглембє (Любін)                             | 2–1      | Рід              |
| -------------------------------------------- | -------- | ---------------- |
| Анджей Щипковський 37' Радослав Калужний 68' | Протокол | Анджей Лесяк 32' |

| «Заглембє», Любін (Польща) Глядачів: 594 Арбітр: Мирослав Ліба (Чехія) |

| 23 червня 1996 |

| Шарлеруа                           | 2–4      | Сількеборг                                                 |
| ---------------------------------- | -------- | ---------------------------------------------------------- |
| Самюель Ремі 35' Данте Броньйо 51' | Протокол | Мікаель Ларсен 23' Єспер Тюгесен 44', 55' Мортен Бруун 45' |

| «Стад дю Мамбур», Шарлеруа Глядачів: 1 071 Арбітр: Стюарт Дугал (Шотландія) |

| 29 червня 1996 |

| Конві Юнайтед | 0–0      | Шарлеруа |
| ------------- | -------- | -------- |
|               | Протокол |          |

| «Рейскорс Граунд», Рексем Глядачів: 713 Арбітр: Алан Снодді (Північна Ірландія) |

| 30 червня 1996 |

| Сількеборг | 0–0      | Заглембє (Любін) |
| ---------- | -------- | ---------------- |
|            | Протокол |                  |

| «Раннерс», Раннерс Глядачів: 1 071 Арбітр: Карл-Ерік Нильссон (Швеція) |

| 6 липня 1996 |

| Заглембє (Любін)                                 | 3–0      | Конві Юнайтед |
| ------------------------------------------------ | -------- | ------------- |
| Збігнев Гжибовський 50', 72' Войцех Гурський 64' | Протокол |               |

| «Заглембє», Любін (Польща) Глядачів: 650 Арбітр: Штефан Тивольд (Словенія) |

| 7 липня 1996 |

| Рід | 0–3      | Сількеборг                                         |
| --- | -------- | -------------------------------------------------- |
|     | Протокол | Аллан Реесе 28' Ноцко Йокович 48' Мортен Бруун 74' |

| «Уніон-Штадіон», Вельс Глядачів: 700 Арбітр: Хуан Фернандес Марін (Іспанія) |

| 13 липня 1996 |

| Конві Юнайтед | 1–2      | Рід                                          |
| ------------- | -------- | -------------------------------------------- |
| Г'ю Маколі 4' | Протокол | Марсель Урлеманс 67' Горан Станисавлевич 81' |

| «Рейскорс Граунд», Рексем Глядачів: 425 Арбітр: Йорн Ларсен (Данія) |

| 14 липня 1996 |

| Шарлеруа | 0–0      | Заглембє (Любін) |
| -------- | -------- | ---------------- |
|          | Протокол |                  |

| «Стад дю Мамбур», Шарлеруа Глядачів: 1 040 Арбітр: Едгар Штайнборн (Німеччина) |

| 20 липня 1996 |

| Сількеборг                                                        | 4–0      | Конві Юнайтед |
| ----------------------------------------------------------------- | -------- | ------------- |
| Гейне Фернандес 11', 86' Крістіан Дуус 28' Томас Релль Ларсен 83' | Протокол |               |

| «Маскот Парк», Сількеборг Глядачів: 1 248 Арбітр: Сергеюс Слива (Литва) |

| 20 липня 1996 |

| Рід                     | 1–3      | Шарлеруа                                         |
| ----------------------- | -------- | ------------------------------------------------ |
| Горан Станисавлевич 89' | Протокол | Філіп Фірс 65' Данте Броньйо 70' Тібор Балог 90' |

| «Рідер-Штадіон», Рід-ім-Іннкрайс Глядачів: 1 040 Арбітр: Метін Токат (Туреччина) |

### Група 5
| Поз | Команда       | І | В | Н | П | ГЗ | ГП | РГ | О  | Кваліфікація       |
| --- | ------------- | - | - | - | - | -- | -- | -- | -- | ------------------ |
| 1   | Нант          | 4 | 3 | 1 | 0 | 12 | 9  | +3 | 10 | Вихід до півфіналу |
| 2   | Ліллестрем    | 4 | 3 | 0 | 1 | 12 | 4  | +8 | 9  |                    |
| 3   | Геренвен      | 4 | 1 | 1 | 2 | 5  | 7  | −2 | 4  |                    |
| 4   | Каунас        | 4 | 1 | 0 | 3 | 6  | 10 | −4 | 3  |                    |
| 5   | Слайго Роверз | 4 | 0 | 2 | 2 | 3  | 8  | −5 | 2  |                    |

| 22 червня 1996 |

| Слайго Роверз | 0–0      | Геренвен |
| ------------- | -------- | -------- |
|               | Протокол |          |

| «Шоуграундс», Слайго Глядачів: 616 Арбітр: Ейольфур Олафссон (Ісландія) |

| 23 червня 1996 |

| Каунас               | 1–4      | Ліллестрем                                                             |
| -------------------- | -------- | ---------------------------------------------------------------------- |
| Ігоріс Кириловас 12' | Протокол | Столе Сольбаккен 44' Арне Саннсте 50' Петер Верні 53' Кеннет Гіске 63' |

| Стадіон імені С. Дарюса та С. Ґіренаса, Каунас Глядачів: 1 000 Арбітр: Манфред Шюттенгрубер (Австрія) |

| 29 червня 1996 |

| Нант                                      | 3–1      | Каунас             |
| ----------------------------------------- | -------- | ------------------ |
| Яфет Н'Дорам 4', 60' Жослен Гурвеннек 65' | Протокол | Робертас Жалис 68' |

| «Стад де ла Божуар», Нант Глядачів: 3,355 Арбітр: Лівіо Баццолі (Italy) |

| 29 червня 1996 |

| Ліллестрем                                                                        | 4–0      | Слайго Роверз |
| --------------------------------------------------------------------------------- | -------- | ------------- |
| Руне Стаккеланд 35' Дейл Гоутін 51' (аг) Андре Бергдельмо 52' Гудбранд Енсруд 74' | Протокол |               |

| «Оросен», Ліллестрем Глядачів: 448 Арбітр: Лассін Ісаксен (Фарерські острови) |

| 6 липня 1996 |

| Слайго Роверз                                   | 3–3      | Нант                                                           |
| ----------------------------------------------- | -------- | -------------------------------------------------------------- |
| Джонні Кенні 13' Дейл Гоутін 20' Ейден Руні 70' | Протокол | Жослен Гурвеннек 21' Яфет Н'Дорам 23' Бруно Каротті 76' (пен.) |

| «Шоуграундс», Слайго Глядачів: 1 055 Арбітр: Юрген Ауст (Німеччина) |

| 7 липня 1996 |

| Геренвен | 0–1      | Ліллестрем            |
| -------- | -------- | --------------------- |
|          | Протокол | Оле Тобіасен 71' (аг) |

| «Абе Ленстра», Геренвен Глядачів: 4 000 Арбітр: Люк Хейге (Бельгія) |

| 13 липня 1996 |

| Нант                                                  | 3–1      | Геренвен             |
| ----------------------------------------------------- | -------- | -------------------- |
| Роман Косецький 7' Яфет Н'Дорам 67' Крістоф Ле Ру 78' | Протокол | Йон-Даль Томассон 2' |

| «Стад де ла Божуар», Нант Глядачів: 2 217 Арбітр: Селіно Грасія Редондо (Іспанія) |

| 14 липня 1996 |

| Каунас                       | 1–0      | Слайго Роверз |
| ---------------------------- | -------- | ------------- |
| Нагліс Мікневічюс 71' (пен.) | Протокол |               |

| Стадіон імені С. Дарюса та С. Ґіренаса, Каунас Глядачів: 1 000 Арбітр: Мітко Мітрев (Болгарія) |

| 20 липня 1996 |

| Ліллестрем              | 2–3      | Нант                                    |
| ----------------------- | -------- | --------------------------------------- |
| Франк Страннлі 65', 68' | Протокол | Яфет Н'Дорам 42', 56' Крістоф Ле Ру 54' |

| «Оросен», Ліллестрем Глядачів: 1 724 Арбітр: Ярмо Кархунен (Фінляндія) |

| 20 липня 1996 |

| Геренвен                                               | 3–1      | Каунас             |
| ------------------------------------------------------ | -------- | ------------------ |
| Ромео Воуден 15' Джеффрі Талан 63' Алі Ель-Хаттабі 89' | Протокол | Дарюс Гвільдіс 13' |

| «Абе Ленстра», Геренвен Глядачів: 4 000 Арбітр: Іржі Ульріх (Чехія) |

### Група 6
| Поз | Команда             | І | В | Н | П | ГЗ | ГП | РГ | О  | Кваліфікація       |
| --- | ------------------- | - | - | - | - | -- | -- | -- | -- | ------------------ |
| 1   | Сегеста             | 4 | 3 | 1 | 0 | 7  | 3  | +4 | 10 | Вихід до півфіналу |
| 2   | Ергрюте             | 4 | 2 | 2 | 0 | 8  | 2  | +6 | 8  |                    |
| 3   | Люцерн              | 4 | 2 | 0 | 2 | 4  | 5  | −1 | 6  |                    |
| 4   | Ренн                | 4 | 1 | 1 | 2 | 5  | 5  | 0  | 4  |                    |
| 5   | Хапоель (Тель-Авів) | 4 | 0 | 0 | 4 | 1  | 10 | −9 | 0  |                    |

| 22 червня 1996 |

| Ергрюте                                      | 3–0      | Люцерн |
| -------------------------------------------- | -------- | ------ |
| Сванте Самуельссон 4' Маркус Альбек 67', 71' | Протокол |        |

| «Слоттскогсваллен», Гетеборг Глядачів: 405 Арбітр: Роберт Боджі (Італія) |

| 23 червня 1996 |

| Хапоель (Тель-Авів) | 0–2      | Ренн                   |
| ------------------- | -------- | ---------------------- |
|                     | Протокол | Стефан Гіварш 32', 34' |

| «Блумфілд», Тель-Авів Глядачів: 100 Арбітр: Георге Константін (Румунія) |

| 29 червня 1996 |

| Сегеста         | 1–1      | Ергрюте                |
| --------------- | -------- | ---------------------- |
| Зоран Буйнац 6' | Протокол | Генрік Бертільссон 41' |

| Міський стадіон, Сисак Глядачів: 1 500 Арбітр: Марнікс Сандра (Бельгія) |

| 30 червня 1996 |

| Люцерн                           | 2–0      | Хапоель (Тель-Авів) |
| -------------------------------- | -------- | ------------------- |
| Даніель Вісс 47' Еджент Саву 67' | Протокол |                     |

| «Альменд», Люцерн Глядачів: 1 088 Арбітр: Сергій Татулян (Україна) |

| 6 липня 1996 |

| Хапоель (Тель-Авів) | 1–3      | Сегеста                                   |
| ------------------- | -------- | ----------------------------------------- |
| Стіпе Брнас 1' (аг) | Протокол | Харі Вукас 20', 37' Владимир Петрович 32' |

| «Блумфілд», Тель-Авів Глядачів: 205 Арбітр: Огуз Сарван (Туреччина) |

| 7 липня 1996 |

| Ренн            | 1–2      | Люцерн               |
| --------------- | -------- | -------------------- |
| Давід Мерді 62' | Протокол | Еджент Саву 54', 60' |

| «Рут де Лор'ян», Ренн Глядачів: 1 969 Арбітр: Ладислав Гадоші (Словаччина) |

| 13 липня 1996 |

| Сегеста                         | 2–1      | Ренн              |
| ------------------------------- | -------- | ----------------- |
| Зоран Буйнац 17' Харі Вукас 47' | Протокол | Стефан Гіварш 89' |

| Міський стадіон, Сисак Глядачів: 597 Арбітр: Марчелло Ніккі (Італія) |

| 14 липня 1996 |

| Ергрюте                                                          | 3–0      | Хапоель (Тель-Авів) |
| ---------------------------------------------------------------- | -------- | ------------------- |
| Ніклас Шестедт 38' Генрік Бертільссон 88' Сванте Самуельссон 90' | Протокол |                     |

| «Слоттскогсваллен», Гетеборг Глядачів: 1 118 Арбітр: Фріц Штухлік (Австрія) |

| 20 липня 1996 |

| Люцерн | 0–1      | Сегеста              |
| ------ | -------- | -------------------- |
|        | Протокол | Фуад Шашиваревич 81' |

| «Альменд», Люцерн Глядачів: 1 400 Арбітр: Кеймпе Зюйдема (Нідерланди) |

| 20 липня 1996 |

| Ренн              | 1–1      | Ергрюте             |
| ----------------- | -------- | ------------------- |
| Стефан Гіварш 89' | Протокол | Патрік Карлссон 81' |

| «Рут де Лор'ян», Ренн Глядачів: 1 143 Арбітр: Пол Деркін (Англія) |

### Група 7
| Поз | Команда             | І | В | Н | П | ГЗ | ГП | РГ  | О | Кваліфікація       |
| --- | ------------------- | - | - | - | - | -- | -- | --- | - | ------------------ |
| 1   | Ротор (Волгоград)   | 4 | 3 | 0 | 1 | 12 | 5  | +7  | 9 | Вихід до півфіналу |
| 2   | Базель              | 4 | 2 | 1 | 1 | 14 | 7  | +7  | 7 |                    |
| 3   | Антальяспор         | 4 | 2 | 0 | 2 | 7  | 7  | 0   | 6 |                    |
| 4   | Шахтар (Донецьк)    | 4 | 1 | 1 | 2 | 5  | 8  | −3  | 4 |                    |
| 5   | Атака-Аура (Мінськ) | 4 | 1 | 0 | 3 | 2  | 13 | −11 | 3 |                    |

| 22 червня 1996 18:00 UTC+2 |

| Атака-Аура (Мінськ) | 0–4      | Ротор (Волгоград)                                                |
| ------------------- | -------- | ---------------------------------------------------------------- |
|                     | Протокол | Віталій Абрамов 41' Олег Веретенников 61', 63' Геннадій Орбу 69' |

| Міський стадіон, Молодечно Глядачів: 3 000 Арбітр: Отар Гунтадзе (Грузія) |

| 22 червня 1996 10:15 |

| Базель                         | 2–2      | Шахтар (Донецьк)                            |
| ------------------------------ | -------- | ------------------------------------------- |
| Даріо Зуффі 12' Хакан Якін 80' | Протокол | Олександр Осташов 22' Володимир Пятенко 57' |

| «Санкт-Якоб», Базель Глядачів: 2 000 Арбітр: Дарко Цвиткович (Хорватія) |

| 29 червня 1996 18:00 UTC+2 |

| Шахтар (Донецьк)          | 1–2      | Атака-Аура (Мінськ)                 |
| ------------------------- | -------- | ----------------------------------- |
| Володимир Яксманицький 4' | Протокол | Юрій Дорошкевич 32' Юрій Малєєв 85' |

| «Шахтар», Донецьк Глядачів: 8 000 Арбітр: Карен Налбандян (Вірменія) |

| 29 червня 1996 17:30 |

| Антальяспор                           | 2–5      | Базель                                                                                       |
| ------------------------------------- | -------- | -------------------------------------------------------------------------------------------- |
| Алі-Риза Їлмаз 2' Нурі Камбуроглу 34' | Протокол | Адмір Смаїч 23' Домінік Мозер 25' Хакан Якін 29' Гаетано Джалланца 56' Жан-П'єр Ла Пласа 61' |

| «Ататюрк», Испарта Глядачів: 4 600 Арбітр: Георге Константін (Румунія) |

| 6 липня 1996 |

| Ротор (Волгоград)                                                  | 4–1      | Шахтар (Донецьк)    |
| ------------------------------------------------------------------ | -------- | ------------------- |
| Олександр Зернов 7' Віталій Абрамов 48' Олег Веретенников 59', 89' | Протокол | Сергій Ковальов 44' |

| Центральний стадіон, Волгоград Глядачів: 10 000 Арбітр: Тудор Чепої (Молдова) |

| 7 липня 1996 18:00 UTC+2 |

| Атака-Аура (Мінськ) | 0–3      | Антальяспор                                 |
| ------------------- | -------- | ------------------------------------------- |
|                     | Протокол | Андре Кона Н'Голе 8', 55' Мурат Оздуран 38' |

| Міський стадіон, Молодечно Глядачів: 3 500 Арбітр: Пер-Олоф Столь (Швеція) |

| 13 липня 1996 |

| Антальяспор                            | 2–1      | Ротор (Волгоград)     |
| -------------------------------------- | -------- | --------------------- |
| Андре Кона Н'Голе 14' Дональд Хусе 21' | Протокол | Олег Веретенников 70' |

| «Ататюрк», Испарта Глядачів: 6 000 Арбітр: Альфред Мікаллеф (Мальта) |

| 13 липня 1996 20:00 |

| Базель                                                                                       | 5–0      | Атака-Аура (Мінськ) |
| -------------------------------------------------------------------------------------------- | -------- | ------------------- |
| Алекс Нярко 20' Домінік Мозер 22' Жан-П'єр Ла Пласа 42' Маріо Фрік 53' Маріано Арментано 67' | Протокол |                     |

| «Санкт-Якоб», Базель Глядачів: 4 200 Арбітр: Ванцо Кочев (Македонія) |

| 20 липня 1996 18:00 |

| Ротор (Волгоград)                                                | 3–2      | Базель                                  |
| ---------------------------------------------------------------- | -------- | --------------------------------------- |
| Володимир Нідергаус 18' Валерій Єсипов 38' Олег Веретенников 57' | Протокол | Давід Орландо 29' Гаетано Джалланца 30' |

| Центральний стадіон, Волгоград Глядачів: 8 000 Арбітр: Бранимир Бабарогич (СР Югославія) |

| 20 липня 1996 |

| Шахтар (Донецьк)      | 1–0      | Антальяспор |
| --------------------- | -------- | ----------- |
| Валерій Кривенцов 11' | Протокол |             |

| «Шахтар», Донецьк Глядачів: 1,200 Арбітр: Марек Ковальчик (Польща) |

### Група 8
| Поз | Команда         | І | В | Н | П | ГЗ | ГП | РГ  | О  | Кваліфікація       |
| --- | --------------- | - | - | - | - | -- | -- | --- | -- | ------------------ |
| 1   | КАМАЗ           | 4 | 3 | 1 | 0 | 8  | 3  | +5  | 10 | Вихід до півфіналу |
| 2   | Мюнхен 1860     | 4 | 2 | 0 | 2 | 8  | 3  | +5  | 6  |                    |
| 3   | Каучук (Опава)  | 4 | 2 | 0 | 2 | 5  | 4  | +1  | 6  |                    |
| 4   | Спартак (Варна) | 4 | 1 | 2 | 1 | 5  | 5  | 0   | 5  |                    |
| 5   | ЛКС (Лодзь)     | 4 | 0 | 1 | 3 | 1  | 12 | −11 | 1  |                    |

| 22 червня 1996 |

| Спартак (Варна)            | 2–1      | Мюнхен 1860     |
| -------------------------- | -------- | --------------- |
| Славейко Димитров 14', 32' | Протокол | Олаф Бодден 83' |

| «Спартак», Варна Глядачів: 2 324 Арбітр: Клод Детруш (Швейцарія) |

| 23 червня 1996 |

| КАМАЗ                                                                 | 3–0      | ЛКС (Лодзь) |
| --------------------------------------------------------------------- | -------- | ----------- |
| Володимир Клонцак 58' Роберт Євдокимов 64' (пен.) Олексій Бабенко 67' | Протокол |             |

| КАМАЗ, Набережні Челни Глядачів: 5 000 Арбітр: Василь Мельничук (Україна) |

| 29 червня 1996 |

| Каучук (Опава)    | 1–2      | КАМАЗ                                     |
| ----------------- | -------- | ----------------------------------------- |
| Мартін Розгон 67' | Протокол | Олексій Бабенко 48' Володимир Клонцак 70' |

| «Базали», Острава Глядачів: 3 000 Арбітр: Аміт Кляйн (Ізраїль) |

| 30 червня 1996 |

| ЛКС (Лодзь)           | 1–1      | Спартак (Варна) |
| --------------------- | -------- | --------------- |
| Марек Сагановський 9' | Протокол | Діян Генчев 26' |

| Стадіон ЛКС, Лодзь Глядачів: 1,390 Арбітр: Йон Шервольд (Норвегія) |

| 6 липня 1996 |

| Спартак (Варна) | 0–1      | Каучук (Опава)    |
| --------------- | -------- | ----------------- |
|                 | Протокол | Роман Гендрих 84' |

| «Спартак», Варна Глядачів: 1,000 Арбітр: Альберт Вільтген (Люксембург) |

| 7 липня 1996 |

| Мюнхен 1860                                      | 5–0      | ЛКС (Лодзь) |
| ------------------------------------------------ | -------- | ----------- |
| Олаф Бодден 61', 78', 88', 89' Гаральд Черни 63' | Протокол |             |

| «Грюнвальдер», Мюнхен Глядачів: 10,000 Арбітр: Салем Пролич (Боснія і Герцеговина) |

| 13 липня 1996 |

| Каучук (Опава) | 0–2      | Мюнхен 1860                       |
| -------------- | -------- | --------------------------------- |
|                | Протокол | Гаральд Черни 14' Пйотр Новак 52' |

| «Нова-Гут», Острава Глядачів: 2 300 Арбітр: Матео Беусан (Хорватія) |

| 14 липня 1996 |

| КАМАЗ                                   | 2–2      | Спартак (Варна)                     |
| --------------------------------------- | -------- | ----------------------------------- |
| Володимир Заярний 61' Іван Винников 63' | Протокол | Валентин Станчев 7' Діян Генчев 45' |

| КАМАЗ, Набережні Челни Глядачів: 6 000 Арбітр: Богдан Бенедик (Словаччина) |

| 20 липня 1996 |

| ЛКС (Лодзь) | 0–3      | Каучук (Опава)                                     |
| ----------- | -------- | -------------------------------------------------- |
|             | Протокол | Роман Яноушек 32' Ян Баранек 74' Алеш Розсипал 90' |

| Стадіон ЛКС, Лодзь Глядачів: 500 Арбітр: Сергейс Брага (Литва) |

| 20 липня 1996 |

| Мюнхен 1860 | 0–1      | КАМАЗ                   |
| ----------- | -------- | ----------------------- |
|             | Протокол | Михайло Джишкаріані 70' |

| «Грюнвальдер», Мюнхен Глядачів: 20 600 Арбітр: Філіпп Ледюк (Франція) |

### Група 9
| Поз | Команда                | І | В | Н | П | ГЗ | ГП | РГ | О  | Кваліфікація       |
| --- | ---------------------- | - | - | - | - | -- | -- | -- | -- | ------------------ |
| 1   | Карлсруе               | 4 | 3 | 1 | 0 | 7  | 2  | +5 | 10 | Вихід до півфіналу |
| 2   | Університатя (Крайова) | 4 | 3 | 0 | 1 | 7  | 3  | +4 | 9  |                    |
| 3   | Спартак (Трнава)       | 4 | 2 | 1 | 1 | 11 | 3  | +8 | 7  |                    |
| 4   | Даугава (Рига)         | 4 | 1 | 0 | 3 | 4  | 12 | −8 | 3  |                    |
| 5   | Чукарички              | 4 | 0 | 0 | 4 | 2  | 11 | −9 | 0  |                    |

| 22 червня 1996 |

| Спартак (Трнава)                           | 3–0      | Чукарички |
| ------------------------------------------ | -------- | --------- |
| Растислав Костка 17' Марек Уйлакі 23', 33' | Протокол |           |

| Стадіон імені Антона Малатинського, Трнава Глядачів: 1 818 Арбітр: Конрад Плауц (Австрія) |

| 23 червня 1996 |

| Університатя (Крайова)                          | 3–0      | Даугава (Рига) |
| ----------------------------------------------- | -------- | -------------- |
| Адріан Унгур 37', 51' (пен.) Юліан Флореску 71' | Протокол |                |

| Центральний стадіон, Крайова Глядачів: 703 Арбітр: Сречко Кандаре (Словенія) |

| 29 червня 1996 |

| Карлсруе              | 1–0      | Університатя (Крайова) |
| --------------------- | -------- | ---------------------- |
| Тіберіу Курт 88' (аг) | Протокол |                        |

| «Вільдпаркштадіон», Карлсруе Глядачів: 4,500 Арбітр: Лусіліу Батішта (Португалія) |

| 30 червня 1996 |

| Даугава (Рига) | 0–6      | Спартак (Трнава)                                                                             |
| -------------- | -------- | -------------------------------------------------------------------------------------------- |
|                | Протокол | Володимир Полянський 7' (аг) Ярослав Тімко 26' Юліус Шимон 40', 62', 84' Роберт Форманко 63' |

| «Даугава», Рига Глядачів: 1 500 Арбітр: Леннарт Елофссон (Швеція) |

| 6 липня 1996 |

| Спартак (Трнава) | 1–1      | Карлсруе        |
| ---------------- | -------- | --------------- |
| Юліус Шимон 39'  | Протокол | Марк Келлер 14' |

| Стадіон імені Антона Малатинського, Трнава Глядачів: 1 818 Арбітр: Шандор Піллер (Угорщина) |

| 7 липня 1996 |

| Чукарички         | 1–3      | Даугава (Рига)                                                  |
| ----------------- | -------- | --------------------------------------------------------------- |
| Нікі Вигневич 32' | Протокол | Ріхард Буткус 16' Володимир Вербицький 47' Міхаїлс Міхолапс 54' |

| Стадіон Партизана, Белград Глядачів: 98 Арбітр: Сергій Анохін (Росія) |

| 13 липня 1996 |

| Карлсруе                                      | 3–0      | Чукарички |
| --------------------------------------------- | -------- | --------- |
| Едгар Шмітт 11' Дірк Шустер 28' Шон Данді 73' | Протокол |           |

| «Вільдпаркштадіон», Карлсруе Глядачів: 5 500 Арбітр: Хосе Нуньєс Манріке (Іспанія) |

| 14 липня 1996 |

| Університатя (Крайова)            | 2–1      | Спартак (Трнава)        |
| --------------------------------- | -------- | ----------------------- |
| Йонел Ганя 9' Габріел Попеску 19' | Протокол | Валентін Давід 26' (аг) |

| Центральний стадіон, Крайова Глядачів: 360 Арбітр: Дауд Сухеїл (Ізраїль) |

| 20 липня 1996 |

| Даугава (Рига)       | 1–2      | Карлсруе                             |
| -------------------- | -------- | ------------------------------------ |
| Міхаїлс Міхолапс 33' | Протокол | Міхаель Віттвер 26' Томас Генген 58' |

| «Даугава», Рига Глядачів: 3 500 Арбітр: Мікко Вуорела (Фінляндія) |

| 20 липня 1996 |

| Чукарички          | 1–2      | Університатя (Крайова)                 |
| ------------------ | -------- | -------------------------------------- |
| Саша Антунович 28' | Протокол | Сілвіан Крістеску 53' Адріан Унгур 61' |

| Стадіон Партизана, Белград Глядачів: 43 Арбітр: Паскаль Гарібян (Франція) |

### Група 10
| Поз | Команда       | І | В | Н | П | ГЗ | ГП | РГ | О | Кваліфікація       |
| --- | ------------- | - | - | - | - | -- | -- | -- | - | ------------------ |
| 1   | Льєрс         | 4 | 3 | 0 | 1 | 6  | 3  | +3 | 9 | Вихід до півфіналу |
| 2   | Вашаш         | 4 | 2 | 1 | 1 | 9  | 5  | +4 | 7 |                    |
| 3   | Гронінген     | 4 | 1 | 2 | 1 | 7  | 5  | +2 | 5 |                    |
| 4   | Газіантепспор | 4 | 1 | 2 | 1 | 4  | 4  | 0  | 5 |                    |
| 5   | Нарва-Транс   | 4 | 0 | 1 | 3 | 2  | 11 | −9 | 1 |                    |

| 22 червня 1996 |

| Вашаш                                | 2–0      | Льєрс |
| ------------------------------------ | -------- | ----- |
| Жюстіс Санджон 34' Петер Галашек 72' | Протокол |       |

| «Рудольф Ілловскі», Будапешт Глядачів: 376 Арбітр: Томаш Мікульський (Польща) |

| 23 червня 1996 |

| Гронінген          | 1–1      | Газіантепспор     |
| ------------------ | -------- | ----------------- |
| Юп Галл 39' (пен.) | Протокол | Метін Акчевре 77' |

| «Остерпарк», Гронінген Глядачів: 3 977 Арбітр: Річард О'Генлон (Ірландія) |

| 29 червня 1996 |

| Нарва-Транс          | 1–4      | Гронінген                                                     |
| -------------------- | -------- | ------------------------------------------------------------- |
| Сергій Заморський 3' | Протокол | Ян-Гендрік Венгоф 26' Деан Горре 49', 81' Джеффрі Койстра 53' |

| «Нарва Креенхолмі», Нарва Глядачів: 127 Арбітр: Тарас Безуб'як (Росія) |

| 30 червня 1996 |

| Газіантепспор                              | 3–2      | Вашаш                                |
| ------------------------------------------ | -------- | ------------------------------------ |
| Мехмет Генюлачар 38', 42' Хаджи Ікізер 55' | Протокол | Паль Фішер 15' Ференц Сильвестер 44' |

| «Каміль Оджак», Газіантеп Глядачів: 6 155 Арбітр: Чарльз Агіус (Мальта) |

| 6 липня 1996 |

| Вашаш                                                | 4–1      | Транс (Нарва)          |
| ---------------------------------------------------- | -------- | ---------------------- |
| Паль Фішер 26', 87' Золтан Ваці 56' Тамаш Колтаї 90' | Протокол | Константін Голіцин 75' |

| «Рудольф Ілловскі», Будапешт Глядачів: 825 Арбітр: Дан Кречун (Румунія) |

| 7 липня 1996 |

| Льєрс                  | 1–0      | Газіантепспор |
| ---------------------- | -------- | ------------- |
| Ніко ван Керкговен 61' | Протокол |               |

| «Герман Вандерпуртенстадіон», Лір Глядачів: 6 500 Арбітр: Кнуд Стадсгорд (Данія) |

| 13 липня 1996 |

| Нарва-Транс | 0–3      | Льєрс                                                    |
| ----------- | -------- | -------------------------------------------------------- |
|             | Протокол | Ніко ван Керкговен 17' К'єтіль Рекдаль 51' Зе Фільйо 72' |

| Нарва Креенхолмі, Нарва Глядачів: 60 Арбітр: Петер Лерхенмюллер (Австрія) |

| 14 липня 1996 |

| Гронінген         | 1–1      | Вашаш          |
| ----------------- | -------- | -------------- |
| Маттіас Росен 73' | Протокол | Паль Фішер 28' |

| «Остерпарк», Гронінген Глядачів: 1 963 Арбітр: Луц-Міхаель Фреліх (Німеччина) |

| 20 липня 1996 |

| Газіантепспор | 0–0      | Нарва-Транс |
| ------------- | -------- | ----------- |
|               | Протокол |             |

| «Каміль Оджак», Газіантеп Глядачів: 3 054 Арбітр: Мераб Малагурадзе (Грузія) |

| 20 липня 1996 |

| Льєрс                                | 2–1 | Гронінген       |
| ------------------------------------ | --- | --------------- |
| Ніко ван Керкговен 30' Зе Фільйо 85' |     | Ервін Куман 62' |

| «Герман Вандерпуртенстадіон», Лір Глядачів: 4 281 Арбітр: Стефано Браскі (Італія) |

### Група 11
| Поз | Команда      | І | В | Н | П | ГЗ | ГП | РГ | О  | Кваліфікація       |
| --- | ------------ | - | - | - | - | -- | -- | -- | -- | ------------------ |
| 1   | Уралмаш      | 4 | 3 | 1 | 0 | 7  | 3  | +4 | 10 | Вихід до півфіналу |
| 2   | ЦСКА (Софія) | 4 | 2 | 1 | 1 | 8  | 4  | +4 | 7  |                    |
| 3   | Страсбур     | 4 | 1 | 3 | 0 | 4  | 2  | +2 | 6  |                    |
| 4   | Коджаеліспор | 4 | 1 | 1 | 2 | 7  | 9  | −2 | 4  |                    |
| 5   | Гіберніанс   | 4 | 0 | 0 | 4 | 5  | 13 | −8 | 0  |                    |

| 22 червня 1996 |

| Гіберніанс       | 1–2      | Уралмаш                              |
| ---------------- | -------- | ------------------------------------ |
| Браян Кроулі 86' | Протокол | Радік Ямліханов 46' Ігор Ханкеєв 80' |

| «Гіберніанс», Паола Глядачів: 2 000 Арбітр: Джон Ешмен (Уельс) |

| 23 червня 1996 |

| Коджаеліспор   | 1–3      | ЦСКА (Софія)                           |
| -------------- | -------- | -------------------------------------- |
| Джон Мошоу 52' | Протокол | Петар Жабов 9', 74' Анатолі Нанков 45' |

| «Ісметпаша», Ізміт Глядачів: 15 376 Арбітр: Вернер Мюллер (Швейцарія) |

| 29 червня 1996 |

| Страсбур         | 1–1      | Коджаеліспор           |
| ---------------- | -------- | ---------------------- |
| Стефан Колле 70' | Протокол | Роман Домбровський 79' |

| «Стад де ла Мено», Страсбург Глядачів: 6 704 Арбітр: Уго Лейтен (Бельгія) |

| 29 червня 1996 |

| ЦСКА (Софія)                                                                  | 4–1      | Гіберніанс         |
| ----------------------------------------------------------------------------- | -------- | ------------------ |
| Ілія Войнов 37' (пен.) Методі Деянов 60' Костадін Відолов 62' Петар Жабов 67' | Протокол | Джесмонд Деліа 78' |

| «Болгарска армія», Софія Глядачів: 2 000 Арбітр: Павлін Їрку (Чехія) |

| 6 липня 1996 |

| Гіберніанс | 0–2      | Страсбур                             |
| ---------- | -------- | ------------------------------------ |
|            | Протокол | Жераль Батікл 10' Брюно Родрігез 29' |

| «Гіберніанс», Паола Глядачів: 700 Арбітр: Луан Зюльфо (Албанія) |

| 6 липня 1996 |

| Уралмаш                   | 2–1      | ЦСКА (Софія)    |
| ------------------------- | -------- | --------------- |
| Віталій Литвинов 34', 58' | Протокол | Іво Славчев 23' |

| Центральний стадіон, Єкатеринбург Глядачів: 4 000 Арбітр: Сергій Шмолік (Білорусь) |

| 13 липня 1996 |

| Страсбур          | 1–1      | Уралмаш              |
| ----------------- | -------- | -------------------- |
| Жераль Батікл 35' | Протокол | Віталій Литвинов 41' |

| «Стад де ла Мено», Страсбург Глядачів: 8 000 Арбітр: Жорже Короаду (Португалія) |

| 14 липня 1996 |

| Коджаеліспор                                                        | 5–3      | Гіберніанс                              |
| ------------------------------------------------------------------- | -------- | --------------------------------------- |
| Фарук Їгіт 2', 12' Роман Домбровський 18', 32' Саффет Санджакли 53' | Протокол | Лоуренс Аттард 32', 75' Карл Закнау 40' |

| «Ісметпаша», Ізміт Глядачів: 1 873 Арбітр: Тахір Сулейманов (Азербайджан) |

| 20 липня 1996 |

| ЦСКА (Софія) | 0–0      | Страсбур |
| ------------ | -------- | -------- |
|              | Протокол |          |

| «Болгарска армія», Софія Глядачів: 7 000 Арбітр: Валерій Онуфер (Україна) |

| 20 липня 1996 |

| Уралмаш                            | 2–0      | Коджаеліспор |
| ---------------------------------- | -------- | ------------ |
| Михайло Осінов 2' Олег Кокарєв 56' | Протокол |              |

| Центральний стадіон, Єкатеринбург Глядачів: 3,000 Арбітр: Міка Пелтола (Фінляндія) |

### Група 12
| Поз | Команда           | І | В | Н | П | ГЗ | ГП | РГ | О  | Кваліфікація       |
| --- | ----------------- | - | - | - | - | -- | -- | -- | -- | ------------------ |
| 1   | Генгам            | 4 | 3 | 1 | 0 | 6  | 2  | +4 | 10 | Вихід до півфіналу |
| 2   | Земун             | 4 | 3 | 0 | 1 | 8  | 6  | +2 | 9  |                    |
| 3   | Яро               | 4 | 2 | 1 | 1 | 6  | 3  | +3 | 7  |                    |
| 4   | Динамо (Бухарест) | 4 | 1 | 0 | 3 | 4  | 6  | −2 | 3  |                    |
| 5   | Колхеті (Поті)    | 4 | 0 | 0 | 4 | 3  | 10 | −7 | 0  |                    |

| 22 червня 1996 |

| Яро | 0–0      | Генгам |
| --- | -------- | ------ |
|     | Протокол |        |

| «Якобстадс Центральплан», Якобстад Глядачів: 1 805 Арбітр: Тер'є Хауге (Норвегія) |

| 23 червня 1996 |

| Земун                               | 2–1      | Динамо (Бухарест)  |
| ----------------------------------- | -------- | ------------------ |
| Джордже Інджич 69' Ненад Джодич 83' | Протокол | Маріус Копоран 51' |

| Стадіон імені Райко Митича, Белград Глядачів: 600 Арбітр: Владимир Гриняк (Словаччина) |

| 29 червня 1996 |

| Колхеті (Поті)                         | 2–3      | Земун                                           |
| -------------------------------------- | -------- | ----------------------------------------------- |
| Бахва Амбідзе 2' Тамаз Кікліашвілі 67' | Протокол | Драган Ісайлович 10', 25' Радосав Радулович 26' |

| Центральний стадіон, Батумі Глядачів: 3 000 Арбітр: Вахап Беяз (Туреччина) |

| 30 червня 1996 |

| Динамо (Бухарест) | 0–2      | Яро                                   |
| ----------------- | -------- | ------------------------------------- |
|                   | Протокол | Ярі Ванхала 19' Олексій Єрьоменко 51' |

| «Динамо», Бухарест Глядачів: 1 006 Арбітр: Герман ван Дейк (Нідерланди) |

| 6 липня 1996 |

| Яро                                       | 2–0      | Колхеті (Поті) |
| ----------------------------------------- | -------- | -------------- |
| Олексій Єрьоменко 7' Ніклас Від'єског 68' | Протокол |                |

| «Якобстадс Центральплан», Якобстад Глядачів: 1 549 Арбітр: Джордж Кітлі (Північна Ірландія) |

| 7 липня 1996 |

| Генгам                            | 2–1      | Динамо (Бухарест)   |
| --------------------------------- | -------- | ------------------- |
| Стефан Карно 43' Марек Йозвяк 70' | Протокол | Флорентин Петре 67' |

| «Стад де Рудуру», Генгам Глядачів: 4 392 Арбітр: Альфредо Тренталанге (Італія) |

| 13 липня 1996 |

| Колхеті (Поті)    | 1–3      | Генгам                                                |
| ----------------- | -------- | ----------------------------------------------------- |
| Бахва Амбідзе 70' | Протокол | Стефан Карно 22' Яннік Баре 59' Крістоф Орлавілль 64' |

| «Фасізі», Поті Глядачів: 2 500 Арбітр: Андрій Бутенко (Росія) |

| 14 липня 1996 |

| Земун                                               | 3–2      | Яро                                   |
| --------------------------------------------------- | -------- | ------------------------------------- |
| Боян Баняц 9' Саша Ілич 74' Владимир Мартинович 89' | Протокол | Олексій Єрьоменко 54' Ярі Ванхала 90' |

| Стадіон імені Райко Митича, Белград Глядачів: 586 Арбітр: Веселін Богданов (Болгарія) |

| 20 липня 1996 |

| Динамо (Бухарест)                  | 2–0      | Колхеті (Поті) |
| ---------------------------------- | -------- | -------------- |
| Лео Грозаву 1' Флорентин Петре 38' | Протокол |                |

| «Динамо», Бухарест Глядачів: 600 Арбітр: Германн Альбрехт (Німеччина) |

| 20 липня 1996 |

| Генгам           | 1–0      | Земун |
| ---------------- | -------- | ----- |
| Стефан Карно 23' | Протокол |       |

| «Стад де Рудуру», Генгам Глядачів: 2 695 Арбітр: Ерік Бларью (Бельгія) |

## Півфінали
| Команда 1       | Заг.     | Команда 2         | 1-й матч | 2-й матч |
| --------------- | -------- | ----------------- | -------- | -------- |
| Сегеста         | 5–4      | Еребру            | 4–0      | 1–4      |
| Уралмаш         | 2–2 (г.) | Сількеборг        | 1–2      | 1–0      |
| Стандард (Льєж) | 3–1      | Нант              | 2–1      | 1–0      |
| КАМАЗ           | 2–4      | Генгам            | 2–0      | 0–4 дч   |
| ЛАСК            | 2–7      | Ротор (Волгоград) | 2–2      | 0–5      |
| Льєрс           | 2–5      | Карлсруе          | 2–3      | 0–2      |

### Перші матчі
| 27 липня 1996 |

| Сегеста                                   | 4–0      | Еребру |
| ----------------------------------------- | -------- | ------ |
| Драган Тадич 44' Харі Вукас 48', 50', 52' | Протокол |        |

| Міський стадіон, Сисак Глядачів: 3 000 Арбітр: Ален Гамер (Люксембург) |

| 27 липня 1996 |

| Уралмаш         | 1–2      | Сількеборг                         |
| --------------- | -------- | ---------------------------------- |
| Ігор Бахтін 15' | Протокол | Мортен Бруун 17' Петер Кнудсен 18' |

| Центральний стадіон, Єкатеринбург Глядачів: 5 500 Арбітр: Кароль Ігрінг (Словаччина) |

| 27 липня 1996 |

| КАМАЗ                                     | 2–0      | Генгам |
| ----------------------------------------- | -------- | ------ |
| Олексій Бабенко 33' Володимир Заярний 45' | Протокол |        |

| КАМАЗ, Набережні Челни Глядачів: 8 000 Арбітр: Шандор Пуль (Угорщина) |

| 27 липня 1996 |

| ЛАСК                                     | 2–2      | Ротор (Волгоград)          |
| ---------------------------------------- | -------- | -------------------------- |
| Крістоф Вестерталер 1' Івиця Дуспара 61' | Протокол | Олег Веретенников 25', 29' |

| «Уніон-Штадіон», Вельс Глядачів: 5 000 Арбітр: Дауд Сухеїл (Ізраїль) |

| 28 липня 1996 |

| Стандард (Льєж)                             | 2–1      | Нант              |
| ------------------------------------------- | -------- | ----------------- |
| Гюнтер Схепенс 60' (пен.) Аксель Лаваре 73' | Протокол | Бруно Каротті 43' |

| «Моріс Дюфрасн», Льєж Глядачів: 3 000 Арбітр: Чарльз Агіус (Мальта) |

| 28 липня 1996 |

| Льєрс                               | 2–3      | Карлсруе                                        |
| ----------------------------------- | -------- | ----------------------------------------------- |
| Боб Петерс 34' Альберт де Ровер 59' | Протокол | Сергій Кир'яков 4' Маркус Бер 52' Шон Данді 79' |

| «Герман Вандерпуртенстадіон», Лір Глядачів: 4 500 Арбітр: Арон Хузу (Румунія) |

### Другі матчі
| 31 липня 1996 |

| Еребру                                                                    | 4–1      | Сегеста        |
| ------------------------------------------------------------------------- | -------- | -------------- |
| Мирослав Кубішталь 34' Ларс Зеттерлунд 42' Дан Салін 78' Семюел Вовоа 87' | Протокол | Харі Вукас 47' |

| «Ейраваллен», Еребру Глядачів: 800 Арбітр: Гартмут Штрампе (Німеччина) |

«Сегеста» перемогла 5:4 за сумою двох матчів
| 31 липня 1996 |

| Сількеборг | 0–1      | Уралмаш                 |
| ---------- | -------- | ----------------------- |
|            | Протокол | Ігор Ханкеєв 90' (пен.) |

| «Маскот Парк», Сількеборг Глядачів: 12 000 Арбітр: Ян Вегереф (Нідерланди) |

«Сількеборг» переміг за сумою двох матчів завдяки правилу гола, забитого на чужому полі
| 31 липня 1996 |

| Генгам                                                                        | 4–0      | КАМАЗ |
| ----------------------------------------------------------------------------- | -------- | ----- |
| Ерік Асадурян 75' Стефан Карно 88' Крістоф Орлавілль 97' Даніель Морейра 105' | Протокол |       |

| «Стад де Рудуру», Генгам Глядачів: 4 615 Арбітр: «Сотіріос Воргіас» (Греція) |

«Генгам» переміг 4:2 за сумою двох матчів
| 31 липня 1996 |

| Ротор (Волгоград)                                                                          | 5–0      | ЛАСК |
| ------------------------------------------------------------------------------------------ | -------- | ---- |
| Олександр Беркетов 40' Олег Веретенников 42', 86' Олександр Зернов 54' Віталій Абрамов 72' | Протокол |      |

| Центральний стадіон, Волгоград Глядачів: 22 000 Арбітр: Леслі Ірвайн (Північна Ірландія) |

«Ротор» переміг 7:2 за сумою двох матчів
| 31 липня 1996 |

| Нант | 0–1      | Стандард (Льєж)             |
| ---- | -------- | --------------------------- |
|      | Протокол | Едмілсон Пауло да Сілва 86' |

| «Стад де ла Божуар», Нант Глядачів: 9,000 Арбітр: Ілка Кохо (Фінляндія) |

«Стандард» переміг 3:1 за сумою двох матчів
| 31 липня 1996 |

| Карлсруе                                 | 2–0      | Льєрс |
| ---------------------------------------- | -------- | ----- |
| Томас Гесслер 14' (пен.) Марк Келлер 31' | Протокол |       |

| «Вільдпаркштадіон», Карлсруе Глядачів: 13 000 Арбітр: Ремі Аррель (Франція) |

«Карлсруе» переміг 5:2 за сумою двох матчів

## Фінали
| Команда 1         | Заг.     | Команда 2  | 1-й матч | 2-й матч |
| ----------------- | -------- | ---------- | -------- | -------- |
| Сегеста           | 2–2 (г.) | Сількеборг | 1–2      | 1–0      |
| Ротор (Волгоград) | 2–2 (г.) | Генгам     | 2–1      | 0–1      |
| Стандард (Льєж)   | 2–3      | Карлсруе   | 1–0      | 1–3      |

### Перші матчі
| 6 серпня 1996 17:30 |

| Сегеста        | 1–2      | Сількеборг                         |
| -------------- | -------- | ---------------------------------- |
| Харі Вукас 89' | Протокол | Гейне Фернандес 6' Аллан Реесе 66' |

| Міський стадіон, Сисак Глядачів: 2 000 Арбітр: Ришард Вуйцик (Польща) |

| 6 серпня 1996 18:00 |

| Ротор (Волгоград)                       | 2–1      | Генгам                |
| --------------------------------------- | -------- | --------------------- |
| Олександр Зернов 52' Максим Тищенко 80' | Протокол | Крістоф Орлавілль 45' |

| Центральний стадіон, Волгоград Глядачів: 29 000 Арбітр: Георг Дарденне (Німеччина) |

| 6 серпня 1996 20:00 |

| Стандард (Льєж)      | 1–0      | Карлсруе |
| -------------------- | -------- | -------- |
| Роберто Бісконті 60' | Протокол |          |

| Моріс Дюфрасн, Льєж Глядачів: 15 000 Арбітр: Хуан Ансуатегі Рока (Іспанія) |

### Другі матчі
| 20 серпня 1996 18:00 |

| Карлсруе                                                    | 3–1      | Стандард (Льєж)   |
| ----------------------------------------------------------- | -------- | ----------------- |
| Томас Гесслер 38' (пен.) Манфред Бендер 79' Маркус Шрот 87' | Протокол | Аксель Лаваре 61' |

| «Вільдпаркштадіон», Карлсруе Глядачів: 22 500 Арбітр: Андерс Фріск (Швеція) |

«Карлсруе» переміг 3:2 за сумою двох матчів
| 20 серпня 1996 19:00 |

| Сількеборг | 0–1      | Сегеста              |
| ---------- | -------- | -------------------- |
|            | Протокол | Фуад Шашиваревич 75' |

| «Маскот Парк», Сількеборг Глядачів: 3 447 Арбітр: Герд Грабер (Австрія) |

«Сількеборг» переміг за сумою двох матчів завдяки правилу гола, забитого на чужому полі
| 20 серпня 1996 20:00 |

| Генгам           | 1–0      | Ротор (Волгоград) |
| ---------------- | -------- | ----------------- |
| Стефан Карно 75' | Протокол |                   |

| «Стад де Рудуру», Генгам Глядачів: 10 000 Арбітр: Огуз Сарван (Туреччина) |

«Генгам» переміг за сумою двох матчів завдяки правилу гола, забитого на чужому полі